# Wrightsville, Pennsylvania
Wrightsville là một thị trấn thuộc quận York, tiểu bang Pennsylvania, Hoa Kỳ. Năm 2010, dân số của thị trấn này là 2310 người.